# Euxoa terrestris
Euxoa terrestris är en fjärilsart som beskrevs av Corti 1931. Euxoa terrestris ingår i släktet Euxoa och familjen nattflyn. Inga underarter finns listade i Catalogue of Life.